# Hadena pacifica
Hadena pacifica är en fjärilsart som beskrevs av Butler 1878. Hadena pacifica ingår i släktet Hadena och familjen nattflyn. Inga underarter finns listade i Catalogue of Life.